# Isztolna
Isztolna falu (románul Stolna) Romániában Kolozs megyében.

## Nevének említése
1839-ben Sztólna, Sztoje, 1850-ben, 1857-ben, 1863-1900-ig Sztolna, Sztoje.

## Lakossága
1850-ben a 204 fős településnek már nem volt magyar lakosa. 1890-ben 14 fő vallotta magát magyarnak. 1992-ben 255 fős lakossága 10 fő cigány kivételével román származású volt.
Román lakosai 1850-től napjainkig többségében ortodox hitűek. 1930-ban 11 fő volt görögkatolikus és 18 fő református, míg 1992-ben 11 baptista élt a faluban.

## Története
A település környéke már az őskorban lakott volt, erre utalnak a bronzkori és a későbbi, római kori régészeti leletek. Mai ortodox temploma 1730-ban épült. 
A falu a trianoni békeszerződésig Kolozs vármegye Gyalui járásához tartozott. A Klein-féle összeíráskor 1733-ban a faluban 60 görög katolikus családot és János nevű papjukat jegyezték fel.

## Nevezetességek
- Ortodox fatemploma 1730-ban épült Szent Paraszkiva tiszteletére.

A templomhoz négyszögű alaprajzot mutató előtér és a hajóhoz, ennél keskenyebb, a nyolcszög öt oldalával záródó szentély (oltár) csatlakozik, míg a bejáratnak is helyet adó déli fal mentén nyitott tornác fut végig. Festményei is 1730 körül készültek, 1772-ben újították fel őket.